# David Reynolds
David Reynolds é um roteirista estadunidense. Foi indicado ao Oscar de melhor roteiro original na edição de 2004 pelo trabalho na obra Finding Nemo, ao lado de Andrew Stanton e Bob Peterson.